# Drew Miller
Drew Miller (narozen 17. února 1984) je bývalý americký hokejový útočník, který odehrál v severoamerické NHL přes 550 utkání, většinu za Detroit Red Wings. Jeho bratr Ryan Miller je bývalý brankář.

## Kariéra v NHL
Draftován byl v roce 2003 týmem Anaheim Ducks. Do NHL nakoukl až v roce 2007, kdy odehrál 26 zápasů a v nich zaznamenal 5 bodů a hned vyhrál Stanley Cup. V následující sezóně odehrál 27 zápasů a zaznamenal v nich 10 bodů. V Anaheimu nebyli s jeho výkony spokojeni a to nakonec v roce 2009 vyústilo v jeho odchod do Tampy Bay Lightning. Tam odehrál jednu polovinu sezóny a ve 14 zápasech nezaznamenal ani jeden bod. Dařit se mu začalo teprve potom, co ho Tampa vyměnila do Detroitu Red Wings. Miller dostal v Detroitu šanci na nový začátek a ten mu vyšel. Stal se jedním z hráčů, kteří pravidelně chodili na oslabení a získal si důvěru kouče Mikea Babcocka. Za Red Wings nastupoval do roku 2017 a po následující neúplné sezóně ve švédské nejvyšší lize za Brynäs IF ukončil kariéru.

## Klubové statistiky
| Sezona     | Klub                  | Soutěž     | Základní část | Základní část | Základní část | Základní část | Základní část | Play off | Play off | Play off | Play off | Play off |
| Sezona     | Klub                  | Soutěž     | Z             | G             | A             | B             | TM            | Z        | G        | A        | B        | TM       |
| ---------- | --------------------- | ---------- | ------------- | ------------- | ------------- | ------------- | ------------- | -------- | -------- | -------- | -------- | -------- |
| 2006–2007  | Portland Pirates      | AHL        | 79            | 16            | 20            | 36            | 51            | —        | —        | —        | —        | —        |
| 2007–2008  | Anaheim Ducks         | NHL        | 26            | 2             | 3             | 5             | 6             | —        | —        | —        | —        | —        |
| 2007–2008  | Portland Pirates      | AHL        | 31            | 16            | 20            | 36            | 12            | 16       | 1        | 7        | 8        | 12       |
| 2008–2009  | Anaheim Ducks         | NHL        | 27            | 4             | 6             | 10            | 17            | 13       | 2        | 1        | 3        | 2        |
| 2008–2009  | Iowa Chops            | AHL        | 53            | 23            | 15            | 38            | 10            | —        | —        | —        | —        | —        |
| 2009–2010  | Tampa Bay Lightning   | NHL        | 14            | 0             | 0             | 0             | 2             | —        | —        | —        | —        | —        |
| 2009–2010  | Detroit Red Wings     | NHL        | 66            | 10            | 9             | 19            | 10            | 12       | 1        | 1        | 2        | 4        |
| 2010–2011  | Detroit Red Wings     | NHL        | 67            | 10            | 8             | 18            | 13            | 9        | 1        | 1        | 2        | 4        |
| 2011–2012  | Detroit Red Wings     | NHL        | 80            | 14            | 11            | 25            | 20            | 5        | 0        | 1        | 1        | 2        |
| 2012–2013  | Detroit Red Wings     | NHL        | 44            | 4             | 4             | 8             | 2             | 6        | 1        | 1        | 2        | 2        |
| 2013–2014  | Detroit Red Wings     | NHL        | 82            | 7             | 8             | 15            | 21            | 5        | 0        | 1        | 1        | 0        |
| 2014–2015  | Detroit Red Wings     | NHL        | 82            | 5             | 8             | 13            | 25            | 7        | 1        | 1        | 2        | 2        |
| 2015–2016  | Detroit Red Wings     | NHL        | 28            | 1             | 1             | 2             | 2             | —        | —        | —        | —        | —        |
| 2016–2017  | Detroit Red Wings     | NHL        | 55            | 5             | 2             | 7             | 18            | —        | —        | —        | —        | —        |
| 2016–2017  | Grand Rapids Griffins | AHL        | 7             | 2             | 1             | 3             | 0             | —        | —        | —        | —        | —        |
| 2017–2018  | Brynäs IF             | SHL        | 29            | 5             | 5             | 10            | 6             | —        | —        | —        | —        | —        |
| NHL celkem | NHL celkem            | NHL celkem | 571           | 62            | 0             | 122           | 136           | 60       | 6        | 7        | 13       | 18       |
| AHL celkem | AHL celkem            | AHL celkem | 170           | 57            | 56            | 113           | 73            | 17       | 1        | 7        | 8        | 12       |